# Tommy Robredo
Tomás Robredo Garcés (Hostalrich, Gerona, 1 de mayo de 1982), más conocido como Tommy Robredo, es un extenista español. Su mejor puesto fue el n.º 5 alcanzado en 2006.

## Carrera
Entre sus grandes logros se destaca haber ganado el Masters de Hamburgo de 2006, derrotando a Radek Štěpánek, en la final como también el ATP 500 de Barcelona de 2004, derrotando a Gastón Gaudio, además de otros diez títulos ATP 250. En los Grand Slam alcanzó cinco veces los cuartos de final del Abierto de Francia, y una vez los cuartos de final tanto en el Abierto de Australia, como del Abierto de Estados Unidos, mientras que en Wimbledon no ha podido superar la tercera ronda.
Robredo ha tenido una gran regularidad a lo largo de su carrera manteniéndose entre los treinta mejores del mundo durante once temporadas, desde el año 2001 hasta el 2009, y en 2013 y 2014. Dentro de ellas finalizó siete temporadas entre los Top 20 y dos entre los Top 10, en el puesto n.º 7 y n.º 10 en 2006 y 2007 respectivamente. En octubre de 2014 se transformó en el quinto español, y el n.º 44 de la historia en obtener más de 500 victorias en el circuito profesional.

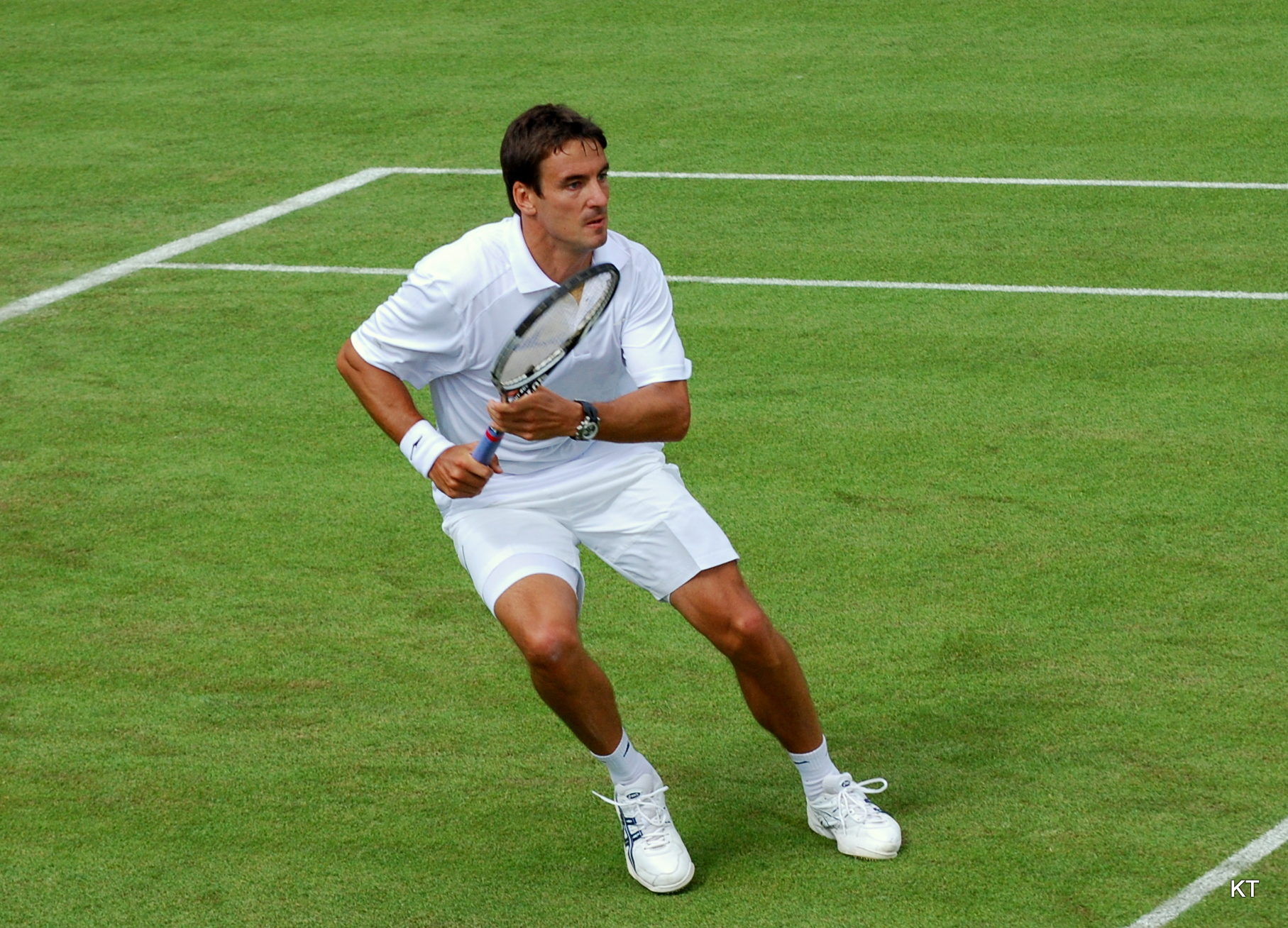
Tommy Robredo durante el torneo de Wimbledon 2011.

En 2013 se convierte en el primer jugador de la Era Abierta en dar vuelta tres partidos consecutivos yendo dos sets abajo. El récord lo consiguió venciendo a Nicolás Almagro en octavos de final de Roland Garros 2013. Es el tercer tenista de la historia de la ATP con mejor porcentaje de triunfos en partidos a 5 sets (80%). En este mismo año, durante el Abierto de Estados Unidos consigue derrotar a Roger Federer en 3 sets seguidos por los octavos de final.
Su nombre es en honor de la ópera rock "Tommy" del grupo inglés de rock "The Who", que apasionó a sus padres en la década de 1980. En el año 2002 haciendo pareja con Arancha Sánchez Vicario y en el 2010, junto a María José Martínez conquistó la prestigiosa Copa Hopman, esta última, al derrotar en la final a Gran Bretaña por 2-1, donde debemos de destacar un magnífico partido de Tommy donde logró batir a Andy Murray por 1-6, 6-4 y 6-3. Ha participado como miembro de la selección española en los equipos ganadores de la Copa Davis en los años 2004, 2008 y 2009, junto a una brillante generación compuesta por Rafael Nadal, Juan Carlos Ferrero, David Ferrer, Fernando Verdasco, Nicolás Almagro, y Feliciano López. Anunció su retirada en 2022 tras 23 años en el tenis activo. Su último partido fue el 18 de abril en el Torneo Conde de Godó, contra Bernabé Zapata 1-6, 1-6.

## Clasificación histórica
| Torneo                    | 1999               | 2000               | 2001               | 2002               | 2003               | 2004               | 2005               | 2006               | 2007               | 2008               | 2009               | 2010               | 2011               | 2012               | 2013               | 2014               | 2015               | 2016               | 2017               | 2018               | SR      | W–L     |
| ------------------------- | ------------------ | ------------------ | ------------------ | ------------------ | ------------------ | ------------------ | ------------------ | ------------------ | ------------------ | ------------------ | ------------------ | ------------------ | ------------------ | ------------------ | ------------------ | ------------------ | ------------------ | ------------------ | ------------------ | ------------------ | ------- | ------- |
| Torneos de Grand Slam     |                    |                    |                    |                    |                    |                    |                    |                    |                    |                    |                    |                    |                    |                    |                    |                    |                    |                    |                    |                    |         |         |
| Abierto de Australia      | A                  | Q2                 | 1R                 | 2R                 | 1R                 | 1R                 | 3R                 | 4R                 | CF                 | 2R                 | 4R                 | 1R                 | 4R                 | A                  | 1R                 | 4R                 | 1R                 | 2R                 | A                  | A                  | 0 / 15  | 21–15   |
| Roland Garros             | A                  | Q2                 | 4R                 | 3R                 | CF                 | 4R                 | CF                 | 4R                 | CF                 | 3R                 | CF                 | 1R                 | A                  | A                  | CF                 | 3R                 | 2R                 | A                  | 2R                 | A                  | 0 / 14  | 37–14   |
| Wimbledon                 | A                  | A                  | 2R                 | 1R                 | 3R                 | 2R                 | 1R                 | 2R                 | 2R                 | 2R                 | 3R                 | 1R                 | 1R                 | A                  | 3R                 | 4R                 | 1R                 | A                  | A                  | A                  | 0 / 14  | 14–14   |
| Abierto de Estados Unidos | A                  | Q1                 | 4R                 | 3R                 | 1R                 | 4R                 | 4R                 | 4R                 | 3R                 | 4R                 | 4R                 | 4R                 | A                  | 2R                 | CF                 | 4R                 | 3R                 | A                  | A                  | 1R                 | 0 / 15  | 35–15   |
| Gana–Pierde               | 0–0                | 0–0                | 7–4                | 5–4                | 6–4                | 7–4                | 9–4                | 10–4               | 11–4               | 7–4                | 12–4               | 3–4                | 3–2                | 1–1                | 10–4               | 11–4               | 3–4                | 1–1                | 1–1                | 0–0                | 0 / 57  | 107–57  |
| Torneo de final de año    |                    |                    |                    |                    |                    |                    |                    |                    |                    |                    |                    |                    |                    |                    |                    |                    |                    |                    |                    |                    |         |         |
| ATP Finals                | Did Not Qualify    | Did Not Qualify    | Did Not Qualify    | Did Not Qualify    | Did Not Qualify    | Did Not Qualify    | Did Not Qualify    | RR                 | Did Not Qualify    | Did Not Qualify    | Did Not Qualify    | Did Not Qualify    | Did Not Qualify    | Did Not Qualify    | Did Not Qualify    | Did Not Qualify    | Did Not Qualify    | Did Not Qualify    | Did Not Qualify    |                    | 0 / 1   | 1–2     |
| Representación Nacional   |                    |                    |                    |                    |                    |                    |                    |                    |                    |                    |                    |                    |                    |                    |                    |                    |                    |                    |                    |                    |         |         |
| Juegos Olímpicos          | NH                 | A                  | Not Held           | Not Held           | Not Held           | 3R                 | Not Held           | Not Held           | Not Held           | 1R                 | Not Held           | Not Held           | Not Held           | A                  | Not Held           | Not Held           | Not Held           | A                  | NH                 | NH                 | 0 / 2   | 2–2     |
| Copa Davis                | A                  | A                  | A                  | CF                 | A                  | G                  | A                  | 1R                 | CF                 | G                  | G                  | A                  | A                  | A                  | A                  | A                  | Z1                 | A                  | A                  |                    | 3 / 6   | 6–8     |
| Gana-Pierde               | 0–0                | 0–0                | 0–0                | 0–1                | 0–0                | 4–2                | 0–0                | 0–3                | 1–1                | 2–1                | 0–1                | 0–0                | 0–0                | 0–0                | 0–0                | 0–0                | 1–1                | 0–0                | 0–0                | 0–0                | 3 / 8   | 8–10    |
| ATP Tour Masters 1000     |                    |                    |                    |                    |                    |                    |                    |                    |                    |                    |                    |                    |                    |                    |                    |                    |                    |                    |                    |                    |         |         |
| Indian Wells              | A                  | A                  | A                  | 1R                 | 3R                 | 2R                 | 4R                 | 3R                 | 2R                 | 3R                 | 4R                 | CF                 | CF                 | A                  | 1R                 | 3R                 | 4R                 | A                  | 1R                 |                    | 0 / 14  | 17–13   |
| Miami                     | A                  | A                  | A                  | 2R                 | 2R                 | 4R                 | 3R                 | 2R                 | CF                 | 2R                 | 3R                 | 3R                 | A                  | A                  | A                  | 4R                 | 2R                 | A                  | 2R                 |                    | 0 / 12  | 12–11   |
| Montecarlo                | A                  | A                  | A                  | 1R                 | 3R                 | 1R                 | A                  | CF                 | 3R                 | 3R                 | 2R                 | 3R                 | 3R                 | A                  | A                  | 3R                 | 3R                 | A                  | 1R                 |                    | 0 / 12  | 17–12   |
| Roma                      | A                  | A                  | Q1                 | CF                 | 3R                 | 2R                 | 1R                 | 1R                 | CF                 | CF                 | 3R                 | A                  | A                  | A                  | A                  | 2R                 | A                  | A                  | A                  |                    | 0 / 9   | 14–9    |
| Masters de Madrid         | A                  | A                  | 1R                 | 2R                 | 2R                 | CF                 | 3R                 | 3R                 | 2R                 | 2R                 | 3R                 | A                  | A                  | A                  | 2R                 | 1R                 | A                  | A                  | 1R                 |                    | 0 / 12  | 9–12    |
| Canadá                    | A                  | A                  | A                  | 2R                 | 3R                 | 2R                 | 3R                 | 2R                 | 2R                 | 2R                 | 2R                 | 2R                 | A                  | A                  | A                  | 3R                 | 2R                 | A                  | A                  |                    | 0 / 11  | 13–11   |
| Cincinnati                | A                  | A                  | A                  | 3R                 | 1R                 | SF                 | 2R                 | SF                 | 2R                 | 2R                 | 1R                 | 1R                 | A                  | A                  | 3R                 | CF                 | 3R                 | A                  | A                  |                    | 0 / 12  | 19–12   |
| Shanghái                  | Not Masters Series | Not Masters Series | Not Masters Series | Not Masters Series | Not Masters Series | Not Masters Series | Not Masters Series | Not Masters Series | Not Masters Series | Not Masters Series | 3R                 | 2R                 | 2R                 | 2R                 | 2R                 | 1R                 | 1R                 | A                  | A                  |                    | 0 / 7   | 6–7     |
| París                     | A                  | A                  | 1R                 | 2R                 | 3R                 | 2R                 | CF                 | SF                 | CF                 | 2R                 | 3R                 | A                  | A                  | A                  | A                  | 2R                 | A                  | A                  | A                  |                    | 0 / 10  | 12–10   |
| Hamburgo                  | A                  | A                  | Q1                 | SF                 | 2R                 | 3R                 | 3R                 | G                  | 2R                 | 2R                 | Not Masters Series | Not Masters Series | Not Masters Series | Not Masters Series | Not Masters Series | Not Masters Series | Not Masters Series | Not Masters Series | Not Masters Series | Not Masters Series | 1 / 7   | 16–6    |
| Gana-Pierde               | 0–0                | 0–0                | 0–2                | 13–9               | 10–9               | 12–9               | 11–7               | 19–8               | 8–9                | 11–9               | 12–9               | 8–6                | 6–2                | 1–1                | 4–4                | 12–9               | 7–6                | 0–0                | 1–4                | 0–0                | 1 / 106 | 135–103 |
| Carrera Estadísticas      |                    |                    |                    |                    |                    |                    |                    |                    |                    |                    |                    |                    |                    |                    |                    |                    |                    |                    |                    |                    |         |         |
|                           | 1999               | 2000               | 2001               | 2002               | 2003               | 2004               | 2005               | 2006               | 2007               | 2008               | 2009               | 2010               | 2011               | 2012               | 2013               | 2014               | 2015               | 2016               | 2017               | 2018               | Carrera | Carrera |
| Títulos / Finales         | 0 / 0              | 0 / 0              | 1 / 2              | 0 / 0              | 0 / 1              | 1 / 1              | 0 / 1              | 2 / 3              | 2 / 4              | 1 / 2              | 2 / 2              | 0 / 0              | 1 / 1              | 0 / 0              | 2 / 2              | 0 / 3              | 0 / 1              | 0 / 0              | 0 / 0              | 0 / 0              | 12 / 23 | 12 / 23 |
| Total G-P                 | 2–2                | 0–2                | 37–20              | 32–26              | 38–26              | 43–25              | 44–24              | 49–29              | 49–26              | 37–23              | 46–25              | 20–23              | 20–12              | 5–7                | 36–20              | 43–26              | 24–21              | 2–6                | 6–11               | 0–2                | 533–354 | 533–354 |
| Ranking Final de Año      | 249                | 131                | 30                 | 30                 | 21                 | 13                 | 19                 | 7                  | 10                 | 21                 | 16                 | 50                 | 51                 | 114                | 18                 | 17                 | 42                 | 358                | 164                | 201                |         |         |